# Centre-ville (Strasbourg)
Le quartier du Centre-ville est l'un des 15 quartiers administratifs de la ville de Strasbourg. Il a été instauré en 2013 à la suite du nouveau découpage administratif des quartiers strasbourgeois. Il reprend une partie de l'ancien quartier administratif nommé  quartier Centre, qui était l'un des 10 anciens quartiers administratifs 
Il est le cœur historique et géographique de la ville de Strasbourg et comprend notamment l'ensemble de la Grande Île, le Finkwiller, l'Hôpital civil et le secteur de la place de la République. La mairie de quartier se trouve place Broglie.

## Histoire
La première trace d'installation est le castrum romain, fondé en l'an 12 av. J.-C., qui se trouvait au sud-est de la Grande Île.
De très nombreuses constructions du centre de Strasbourg datent du Moyen Âge ou de la Renaissance comme la cathédrale qui fut construite à partir de 1176 pour n'être achevée qu'en 1439 ou la Maison Kammerzell, bâtie en 1427.
Aux XVIIe et XVIIIe siècles, des bâtiments classiques à la française sont érigés : le palais Rohan en 1732, l'hôtel de Hanau en 1728, l'hôtel de Klinglin en 1730, l'Aubette en 1764, etc.
La place du Marché Gayot est créée en 1769 pour aménager la ville ancienne aux rues entrelacées malsaines et mal bâties.
L'aménagement de la place Broglie débuta dès 1804 et fut achevé en 1840 avec le comblement du Fossé des Tanneurs. L'opéra qui se trouve sur la place fut construit entre 1804 et 1821.

De nombreux logements sont construits, le long de larges avenues, comme l'avenue des Vosges, inaugurée en 1881. Des parcs comme celui du Contades sont également créés.
Autour de la place de la République, plusieurs bâtiments imposants sont construits : le palais du Rhin entre 1883 et 1888, le Théâtre national de Strasbourg construit entre 1888 et 1899, la préfecture (ancien ministère d'Alsace-Lorraine) édifiée en 1911, la Bibliothèque nationale et universitaire de Strasbourg inaugurée en 1895.

### ancien quartier centre
L'ancien quartier centre se compose de plusieurs entités : la partie Est de la Grande Île, le quartier du Tribunal et celui du Contades.
Les limites de l'ancien "quartier centre" étaient les suivantes : Schiltigheim au nord, la place de Bordeaux et la rue Lauth à l'est, l'Ill au sud, la rue du Vieux Marché aux Poissons, les places Kléber, des Halles et de Haguenau à l'ouest.

## Galerie

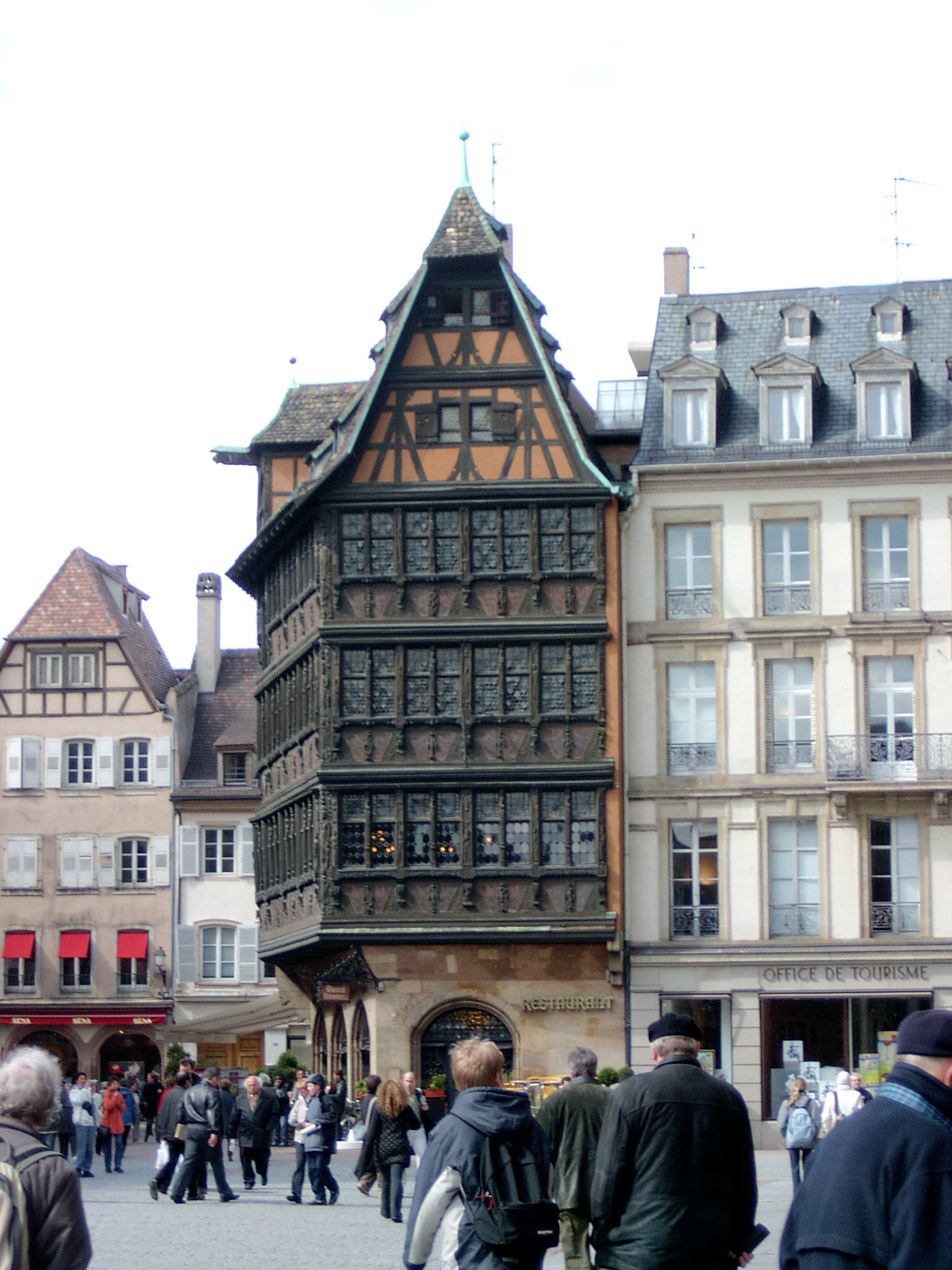
Maison Kammerzell
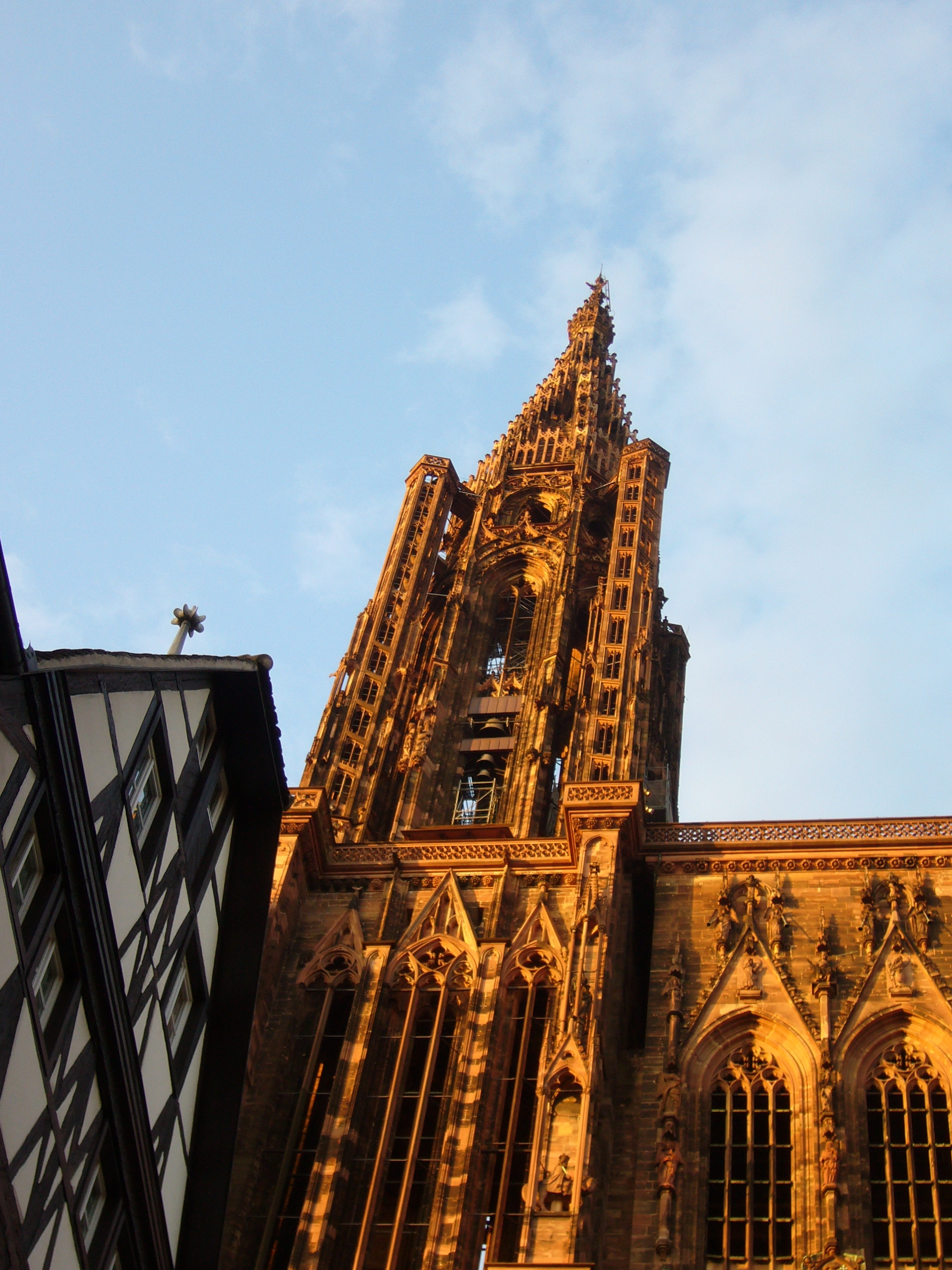
Cathédrale Notre-Dame de Strasbourg